# BRエンジニアリング・BR01
BRエンジニアリング・BR01とは、2015年にル・マン・プロトタイプのLMP2向けとしてBRエンジニアリングが製造したプロトタイプレーシングカーである。SMPレーシングによって、2015年のヨーロピアン・ル・マン・シリーズのイモラ4時間レースでデビューした。

## 概要
ロシアの実業家 ボリス・ローテンベルク (Boris Rotenberg)  が興したBRエンジニアリング（BRはボリス・ローテンベルクの頭文字）が設計・開発した。デザインを担当したのは、かつて 「プジョー・905」 や 「プジョー・908 HDi FAP」 を設計したパオロ・カトーネ （Paolo Catone） である。
自社でギヤボックスケーシングを設計しており、LMP2カーとして大変低いカウルを実現している。

## レース活動

### 2015年シーズン
ボリス・ローテンベルクが兄のアルカディと共同オーナーを務めるSMP銀行がスポンサーのSMPレーシングは、当初はヨーロピアン・ル・マン・シリーズ（ELMS）にフルシーズン参戦する計画を立てていた。SMPレーシングは、BR01の開発の遅れで第1戦はオレカ・03で出走したが、第2戦のイモラでSMPのカラーリングが施されたBR01が公開された。SMPレーシングは2台のBR01をル・マン24時間レースに出走し、最高位クラス6位だった。2015年のWECバーレーン6時間レースでも1台出走させている。

### 2016年シーズン
SMPレーシングは、2016年のFIA 世界耐久選手権（WEC）に参戦し、チームランキング6位、8位だった。WEC参戦前に、2台のBR01をデイトナ24時間レースに出走させた。ミハエル・アレシンはデイトナの雨の予選でポールポジションを獲得した。しかし、決勝レースでは順位を下げ、結局総合38位の順位に留まった。ル・マン24時間レースでは、シグナテック・アルピーヌ、G-Drive・レーシングに続くLMP2クラス3位でフィニッシュした。